# مجلس جمهوری دموکراتیک آذربایجان

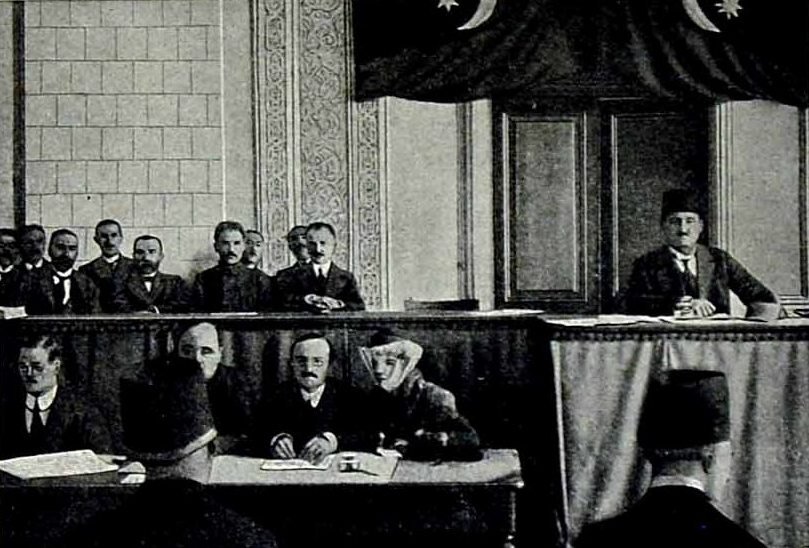
مجلس جمهوری خلق آذربایجان

مجلس جمهوری خلق آذربایجان (ترکی آذربایجانی: 'Azərbaycan Xalq Cümhuriyyəti Parlamenti) نخستین جمهوری پارلمانی در شرق اسلامی است (که به تاریخ ۷ دسامبر ۱۹۱۸ ساعت ۱۳:۰۰ تأسیس گردید).

## تاریخ و پیدایش

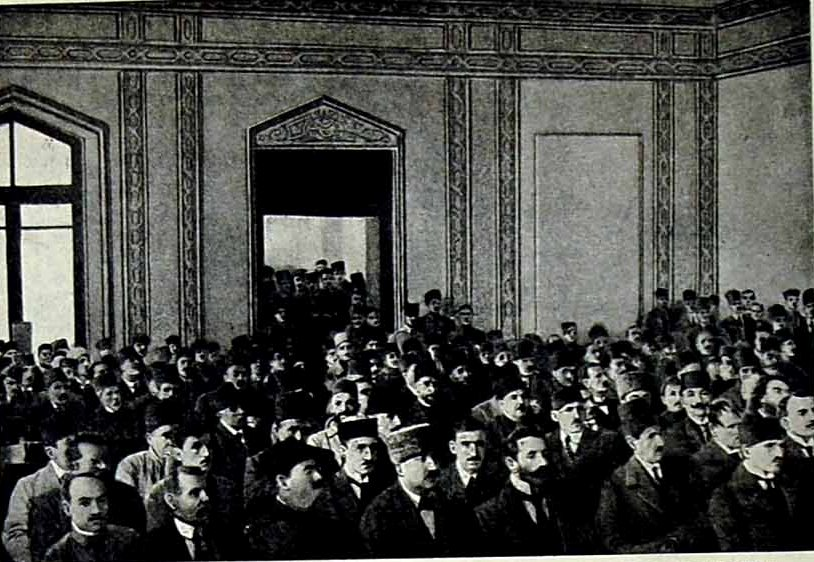
مجلس جمهوری خلق آذربایجان

در مجمع ماورای قفقاز به تاریخ ۲۸ ماه مه سال ۱۹۱۸ فراکسیون مسلمان خود را به عنوان شورای ملی آذربایجان اعلام کرد. بدین وسیله، در واقع نخستین مجلس آذربایجان تأسیس و نخستین جمهوری مجلسی پایه‌گذاری شد. همان‌طور که در اعلامیه استقلال بیان گردید: «تا زمان تشکیل مجلس مؤسسان، شورای ملی منتخب مردم و نیز دولت موقت که در برابر شورای ملی مسئول است، رهبری آذربایجان را برعهده دارد». در تاریخ ۱۷ سپتامبر سال ۱۹۱۸، سه ماه پس از تشکیل دولت فتحعلی‌خان خویسکی، دولت جمهوری خلق آذربایجان به باکو انتقال یافت و شهر باکو به عنوان پایتخت اعلام گردید. روز ۹ نوامبرهم پرچم ملی جمهوری خلق آذربایجان با پرچم سه رنگی دارای تصویر هلال و ستاره هشت گوشه عوض شد. کار آبادانی و سازندگی در حوزه‌های مختلف عرصه سیاسی- اجتماعی، اقتصادی و فرهنگی بیش از پیش گسترش یافت. دولت فتحعلی‌خان خویسکی که متعهد به اصول و موازین حقوقی نظام جمهوری مجلسی بود، در عین حال، مقدمات تشکیل مجلس مؤسسان را فراهم ساخت. برای این منظور یک کمیسیون ویژه تشکیل شد. هنوز از مصوبه مورخه ۱۷ ژوئن ۱۹۱۸ شورای ملی ۶ ماه نگذشته بود، به تعبیر درست، در حالی که دولت به تنهایی اختیار ادامه قدرت و مدیریت را داشت، ولی با ابتکار و درخواست فتحعلی‌خان خویسکی، شورای ملی آذربایجان از تاریخ ۱۶ نوامبر ۱۹۱۸ جنبش خود را از سرگرفت. با پیشنهاد فتحعلی‌خان خویسکی، رئیس دولت، شورای ملی آذربایجان عهده‌دار تشکیل مجلس مؤسسان گردید.
در جلسه مورخه ۱۹ نوامبر ۱۹۱۸ شورای ملی آذربایجان به ریاست محمدامین رسول‌زاده، تصمیمات فوق‌العاده مهمی در تاریخ مجلستاریسم آذربایجان به تصویب رسید. علی‌رغم اینکه جمهوری خلق آذربایجان در آن زمان در شرایط بسی دشوار و پیچیده فعالیت می‌کرد، راه پیشرفت کاملاً دموکراتیک را در پیش گرفت. در همان جلسه مورخه ۱۹ نوامبر مقرر گردید که همه ملت‌های ساکن در قلمرو حکومت باید در مجلس نماینده داشته باشند.
براساس آمار وقت تقویم قفقاز، جمعیت این سرزمین‌ها ۲٫۷۵۰٫۰۰۰ نفر بود که از این تعداد ۱٫۹۰۰٫۰۰۰ نفر شامل مسلمانان، ۵۰۰٫۰۰۰ نفر ارامنه و ۲۳۰٫۰۰۰ نفر روس بود. بااحتساب یک نماینده در ازای هر ۲۴ هزار نفر، می‌بایست مسلمانان ۸۰، ارامنه ۲۱ و روس‌ها ۱۰ نماینده معرفی نمایند. تصمیم به تشکیل مجلس آذربایجان با تعداد ۱۲۰ نماینده گرفته شد و طبق قانون، می‌بایست از مجموع ۲۱ نماینده ارمنی منتخب مجلس، ۸ نفر از کمیته ارمنی گنجه، ۸ نفر از شوشی و ۵ نفر نیز از باکو انتخاب شوند. قرار بود شورای ملی روس از بین جمعیت روس‌های ساکن باکو- ۱۰ نماینده، از سازمان ملی جمعیت آلمان- یک نماینده، از شورای ملی یهودی- یک نماینده، از کمیته گرجی- ۱ نماینده و از کمیته لهستانی- یک نماینده معرفی کنند. علاوه براین، در قانون فوق همچنین حضور سه نفر از طرف شورای سازمان تعاونی باکو و دو نفر از سوی سازمان صنایع و تجارت باکو در مجلس جمهوری خلق آذربایجان مدنظر بود. اعضای مجلس دارای مصونیت بودند.
بموجب مصوبه جلسه مورخه ۱۹ نوامبر ۱۹۱۸، شورای ملی آذربایجان، ۴۴ نماینده ترک و مسلمان که در اواخر سال ۱۹۱۷ به مجلس مؤسسان سراسر روسیه راه یابند، مستقیماً جزو اعضای مجلس جدید بودند. مابقی ۳۶ نماینده و نمایندگان سایر اقوام قرار بود مجدداً انتخاب شوند و تشکیل مجلس جدید در تاریخ ۳ دسامبر ۱۹۱۸ به پایان رسد.
همان‌طور که دیده می‌شود، با وجود گذشت یک سال و نیم از قتل‌عام ماه مارس سال ۱۹۱۸، راه حضور ۲۱ نماینده ارمنی در مجلس آذربایجان هموار می‌شود. این اقدام تاریخی که در آن شرایط حساس صورت گرفت، دلیل روشن بر ماهیت دموکراتیک مردم آذربایجان و احترام عمیق آنان به حقوق بشر است. در راستای تشکیل مجلس جمهوری دموکراتیک آذربایجان؛ از سوی شورای ملی آذربایجان پیام محمد امین رسولزاده رئیس این شورا تحت عنوان (خطاب) "به تمام مردم آذربایجان!" با امضای شخص وی در زبان‌های آذربایجانی و روسی به تاریخ ۲۹ نوامبر ۱۹۱۸ مندرج گردید. در این پیام آمده است:
مردم! شورای ملی آذربایجان که با لحاظ شرایط فوق‌العاده جنگ و دوران انقلاب تعطیل شده بود، با اقتضاء زمان بار دیگر در باکو پایتخت آذربایجان گردهم آمد. نخستین قانون مصوب شورای ملی، اقدامی در راستای تغییر و تحول این شورا که صرفاً مخصوص مسلمانان آذربایجان بود، از نوع ملی به نوع رسمی (دولتی) تبدیل گردید. شورای ملی حسب تصویب قانون مورخ روز ۱۹ ماه جاری، تا تاریخ ۳ دسامبر تبدیل به مجلس مبعوثان (مجلس) ۱۲۰ نفره خواهد شد. علاوه بر جذب نمایندگان سایر اقوام اقلیت در این مجلس، وکلای ملت از سایر مناطق کشور نیز دعوت شده‌اند. مجلس مبعوثان که به این صورت شکل خواهد گرفت، تا زمان تشکیل مجلس مؤسسان آذربایجان که در آینده با روش انتخابات عمومی صورت خواهد گرفت، صاحب مملکت ما خواهد بود، سرنوشت آن را حل و حکومت آن را تشکیل و از منافع آن دفاع خواهد کرد… بیایید دشمنی و اختلاف را که به جز فاجعه و بدبختی چیزی به ما نمی‌دهد، کنار بگذاریم. تاریخ مقرر کرده تا ما در کنار هم زندگی کنیم. جهت تحمل (سختی‌ها و راحتی‌های) زندگی جدید، باید زندگی خود را برپایه معیارهای عقلانی و انسانی تشکیل و به هم دیگر ارج نهیم و احترام بگذاریم. با وجود تفاوت‌های ملی و مذهبی، همه شهروندان آذربایجان فرزندان یک میهن هستند. آن‌ها جهت تشکیل زندگی مشترک در میهن عمومی و رسیدن به سعادت خود، باید به یکدیگر کمک و از یکدیگر حمایت کنند.
در تاریخ ۷ دسامبر ۱۹۱۸ در ساعت ۱۳:۰۰ مراسم باشکوه افتتاح مجلس آذربایجان در ساختمان مدرسه دخترانه سابق مخصوص حاج زین العابدین تقی اف واقع در خیابان نیکولایف (ساختمان انستیتوی نسخ خطی «فضولی» فعلی) برگزار شد. این نخستین مجلس شکل یافته براساس اصول کاملاً دموکراتیک آن دوران در بین کشورهای اسلامی مشرق زمین بود. در مراسم افتتاحیه مجلس، محمد امین رسول زاده رئیس شورای ملی آذربایجان به سخنرانی مفصل پرداخت.
با پیشنهاد فراکسیون «مساوات»، آقایان علیمردان بیگ توپچوباش اف به ریاست مجلس و حسن بیگ آقایف نیز به عنوان معاون نخست وی انتخاب شدند. بعلت مسافرت توپچوباش اف به پاریس جهت شرکت در کنفرانس صلح، اداره فعالیت مجلس به حسن آقایف محول گردید. در اولین جلسه مجلس، استعفای دولت فتحعلی خان خویسکی تأیید شد و تشکیل دولت جدید مقرر گردید. تشکیل حکومت جدید مجدداً به فتحعلی خان خویسکی واگذار شد.
در تاریخ ۲۶ دسامبر ۱۹۱۸ فتحعلی خان خویسکی برنامه خود را در مجلس اعلام و هیئت دولت جدید را جهت تأیید معرفی نمود. برنامه دولت از سوی مجلس تأیید و به دولت جدید خویسکی اعتماد شد.
یکی دیگر از پندهای بسی مهم تاریخ مان در دوران آغاز فعالیت مجلس آذربایجان این است که با وجود اختصاص ۲۱ کرسی به ارامنه و ۱۰ کرسی به روس‌ها در مجلس آذربایجان توسط رهبران جمهوریت و همه مردم، آن‌ها در مراسم افتتاح مجلس شرکت نکردند. شورای ملی روس باکو در حالی که هیچگونه حق معنوی برای سخنرانی از سوی مردم روس آذربایجان نداشت، تصمیم به عدم شرکت در مجلس اتخاذ می‌نماید. آن‌ها سعی در اثبات این موضوع داشتند که آذربایجان با اعلام استقلال خویش، خلاف «ایده روسیه واحد و تقسیم ناپذیر» عمل کرد. گویا حضور شورای ملی روس در مجلس و دولت، بمنزله «به رسمیت شناختن جدایی آذربایجان از روسیه» تلقی می‌شد که این هم راه به رسمیت شناخته شدن آذربایجان در جامعه جهانی را همورا می‌کرد. تصمیم شورای ملی روس برخلاف نظر اهالی روس بود که از تشکیل مجلس آذربایجان و حضور نمایندگان خود در آنجا حمایت می‌کردند. به‌طوری‌که «انجمن روسی-اسلاوی» فعال در باکو ضمن مراجعه به محمد امین رسولزاده رئیس شورای ملی آذربایجان، خواهان اجازه ورود به مجلس کشور برای شرکت در «امر ساماندهی فعالیت‌های تشکیل دولت» شدند.
ارامنه نیز که در آن زمان توان تحمل استقلال آذربایجان را نداشتند، از شورای ملی روس حمایت نموده و مدتی در جلسات مجلس شرکت نکردند.
تاکتیک عدم شرکت ارمنی‌ها در مجلس آذربایجان بیش از دو ماه طول می‌کشد. سرانجام آن‌ها نیز تصمیم به شرکت در مجلس می‌گیرند. آن‌ها اقدام به تشکیل دو فراکسیون- ارمنی و «داشناک سوتیون» در مجلس آذربایجان می‌نمایند. فعالیت‌های بعدی آنان در مجلس نشان داد که دلیل اصلی شرکت ارامنه در مجلس آذربایجان نه برای خدمت به تشکیل نظام دولتی آذربایجان و توسعه اقتصاد و فرهنگ آن، بلکه به دست آوردن تریبون جدید جهت مسایل تبلیغ ایده‌های شووینیستی و جدایی طلبانه «ارمنستان بزرگ» بود.
علاوه براین، فعالیت ۱۱ فراکسیون و گروه در مجلسی که قدرت عالی در کشور را تحت کنترل داشته و تعدادشان به ۱۰۰ نفر نمی‌رسید، نیز در یک شرایط کاملاً دشوار بین‌المللی و داخلی مانع جدی در امر برقراری فعالیت دولت بود. فراکسیون‌ها و گروه‌های مختلف غالباً منافع محدود خود را مقدم بر منافع ملی داشتند. به‌طور مثال، بلوک سوسیالیستی پشت پرده «دفاع از منافع تهیدستان»، به طول مداوم الحاق آذربایجان به روسیه شوروی را تبلیغ و موفق به اتخاذ تصمیم مبنی بر ایجاد نمایندگی دیپلماتیک در روسیه شوروی گردید و سرانجام، از مداخله ارتش سرخ به کشور حمایت نمود که این هم اساساً چیزی جز توطئه علیه جمهوری دموکراتیک آذربایجان نبود.
مجلس آذربایجان از نخستین روز تأسیس، امور خود را براساس اصول سازمانی مخصوص جمهوری‌های دموکراتیک تشکیل می‌دهد. همچنین باید توجه داشت، اگرچه در قانون تشکیل مجلس ۱۲۰ نفره بودن هیئت مجلس در نظر گرفته شده بود، ولی به دلایل مختلف هرگز این تعداد نماینده در مجلس حضور نیافته بود.
با این وجود، مجلس جمهوری خلق آذربایجان با تجربه دولتمداری مستقل، مصوبات قانون و تصمیمات در سطح عالی در طول فعالیت خود، از جمله در دوران فعالیت بی‌وقفه ۱۷ ماهه اثرات عمیق و غنی در تاریخ نظام دولتی آذربایجان، به ویژه در تاریخ فرهنگ مجلس بر جای گذاشته است.
در نخستین نشست‌های مجلس آذربایجان فراکسیون‌ها و گروه‌های حزبی فعال در مورد برنامه‌های فعالیت خود بیاناتی صادر می‌کنند. در این بیانات یک هدف عمومی جالب توجه بود؛ حفظ استقلال و تمامیت ارضی و حقوق ملی و سیاسی جمهوری دموکراتیک آذربایجان جوان، برقراری و تقویت روابط دوستانه مردم و حکومت با سایر ملت‌ها و دولتها، بخصوص کشورهای همسایه، انجام اصلاحات اجتماعی، برقراری نظام دولتی قانونمدار و دموکراتیک، انجام اصلاحات اجتماعی فراگیر و تشکیل ارتش قابل دفاع از کشور.

### اولین دوره مجلس
دوره اول - از تاریخ ۲۷ ماه مه الی۱۹ نوامبر سال ۱۹۱۸ ادامه داشت. اولین مجلس آذربایجان که ظرف این شش ماه تحت عنوان شورای ملی آذربایجان فعالیت می‌کرد و متشکل از ۴۴ نماینده مسلمان و ترک بود، تصمیمات بسیار مهم تاریخی اتخاذ کرد. نخستین مجلس ملی در تاریخ ۲۸ ماه مه ۱۹۱۸ با اعلام استقلال آذربایجان، اداره کشور را بر عهده گرفت و اعلامیه تاریخی استقلال را به تصویب رساند.
اعلامیه استقلال که در آن زمان توسط شورای ملی آذربایجان در شرایطی تعیین‌کننده در محل اقامت جانشین قفقاز در تفلیس اعلام کرد، به عنوان یک سند قانونی در تاریخ دموکراسی آذربایجان و سنت‌های مجلسی امروز نیز اهمیت تاریخی و عملی خود را حفظ می‌کند.
در دوران شورای ملی، مجلس آذربایجان مجموعاً ۱۰ جلسه اعم از جلسه تأسیس برگزار کرده است. اولین جلسه- به تاریخ ۲۷ ماه مه سال ۱۹۱۸ در تفلیس و آخرین جلسه- در ۱۹ نوامبر ۱۹۱۸ در باکو برگزار گردید. در تاریخ ۲۷ ماه مه شورای ملی آذربایجان تأسیس شد و در ۱۷ ژوئن نیز فعالیت خود را به‌طور موقت به حالت تعلیق درآورد و به شرط تشکیل مجلس مؤسسان حداکثر ظرف ۶ ماه، تمام قوای مقننه و مجریه را به دولت موقت واگذار نمود. دولت جمهوریت خلق پس از انتقال به باکو در تاریخ ۱۷ سپتامبر ۱۹۱۸، شورای ملی آذربایجان در ۱۶ نوامبر فعالیت خود را از سرگرفت. به تاریخ ۱۹ نوامبر شورای ملی آذربایجان ضمن تصویب قانون تشکیل مجلس آذربایجان با ترکیب کامل مجلس مؤسسان، فعالیت خود را متوقف ساخت. به این ترتیب، مجلس آذربایجان در این دوره از فعالیت خود، به عبارت دیگر، در دوران شورای ملی در شهرهای تفلیس، گنجه و باکو فعالیت داشته است.

### دومین دوره مجلس
دوره دوم مجلس تحت عنوان دوره باکو از تاریخ ۷ دسامبر ۱۹۱۸ الی ۲۷ آوریل ۱۹۲۰ جمعاً ۱۷ ماه ادامه داشت. اولین جلسه آن در تاریخ ۷ دسامبر ۱۹۱۸ و آخرین جلسه نیز در ۲۷ آوریل ۱۹۲۰ برگزار گردید. ظرف این مدت مجلس جمعاً ۱۴۵ جلسه داشته است. بعلت نبود حدنصاب، ۱۵ اجلاس از این جلسات ملغی گردید. از مجموع ۱۳۰ جلسه مابقی دو اجلاس تاریخی - در تاریخ ۲۸ ماه مه و ۱۵ سپتامبر (۱۹۱۹) به ترتیب، به مناسبت اولین سالگرد استقلال آذربایجان و آزادسازی باکو؛ چهار اجلاس به عنوان جشن - در تاریخ ۱۲ مارس ۱۹۱۹ و ۱۲ مارس ۱۹۲۰ به مناسب دومین و سومین سالگرد انقلاب بزرگ روس؛ ۲۷ ژوئن ۱۹۱۹ انعقاد قرارداد همکاری‌های نظامی بین آذربایجان و گرجستان و ۱۴ ژانویه ۱۹۲۰ به مناسبن به رسمیت شناخته شدن استقلال آذربایجان از سوی کشورهای عضو کنفرانس صلح پاریس برگزار شد. دو اجلاس دیگر نیز بخاطر وضعیت اضطراری- اعلام جنگ از سوی ارمنستان علیه گرجستان در تاریخ ۲۰ دسامبر ۱۹۱۸ و به مناسبت تصویب قراردادهای همکاری‌های اقتصادی بین گرجستان و آذربایجان در تاریخ ۱۷ مارس ۱۹۲۰ برگزار شده بود. در مابقی جلسات نیز سیاست‌های داخلی و خارجی و مسایل اقتصادی و مالی کشور، همچنین بررسی و تصویب قوانین، تشکیل ارتش و سایر مسایل مورد مذاکره قرار گرفت.
در جریان همه این اجلاسها، مجلس جمهوری خلق آذربایجان ضمن تعهد به اصول مندرج در اعلامیه استقلال و با توجه به شرایط خاص تاریخی، قوانین و تصمیمات فوق‌العاده مهمی با هدف حفظ تمامیت ارضی و استقلال و تشکیل دولت مدرن قانونمدار و دموکراتیک با رعایت کامل حقوق بشر و آزادی‌ها به تصویب رساند. همه این قوانین و تصمیمات در نهایت تمام در جهت تشکیل سه شاخه قدرت – قوای مقننه، مجریه و قضایی بود.
در جریان جنگ جهانی اول، زمانی که مبارزه قدرت‌های بزرگ برای تقسیم دنیا وارد مرحله تعیین‌کننده گردید و کشورمان با خطر جدید اشغال روبرو بود، مجلس آذربایجان ضمن فعالیت در یک شرایط تاریخی داخلی و بین‌المللی بسی دشوار بخش مهمی از فعالیت‌های خود را معطوف به مسایل حفظ استقلال و سازماندهی تشکیل ارتش ساخت. شایان ذکر است، اعضای مجلس در جریان بررسی قوانین و تصمیمات در این زمینه قاعدتاً، همبستگی و یکپارچگی از خود نشان می‌دادند.

## مجلس و آموزش
با وجود فعالیت در شرایط بسی دشوار، دولت و مجلس جمهوریت با تلاش برای جاویدان ساختن بیداری ملی، مسایل آموزش و پرورش و تنویر افکار عمومی و توسعه حوزه بهداشت را مدنظر قرار می‌دادند. در همه جای کشور مدارس متوسطه، دبیرستان‌ها، مدارس دخترانه، مهد کودک، دوره‌های آموزشی کوتاه مدت برای تربیت معلم و کتابخانه‌ها دایر می‌شد و در مناطق روستایی بیمارستان‌ها و مراکز دستیار پزشک دایر و اقدام به مبارزه با بیماری‌های عفونی می‌گردید. از این لحاظ، قانون مورخ ۰۱/۰۹/۱۹۱۹ مجلس مبنی بر افتتاح دانشگاه دولتی باکو به ویژه شایان ذکر است. افتتاح دانشگاه ملی از خدمات کم‌نظیر تاریخی شخصیت‌های جمهوریت بود. مدتی بعد علی‌رغم سقوط جمهوری دموکراتیک آذربایجان، دانشگاه دولتی باکو نقش بی نظیری در تحقق ایده‌های جمهوریت و پیوستن مجدد مردم به استقلال ایفا کرد.
دولت و مجلس جمهوریت با اهتمام ویژه به پیشرفت دانش و آموزش در کشور، بدون اتلاف وقت، در راستای تسریع در تربیت کادرهای ملی در این زمینه تلاش‌های مضاعف به کار گرفت. در این میان، مجلس آذربایجان براساس پیشنهاد دولت قانون اعزام تعداد ۱۰۰ نفر از جوانان آذربایجانی به کشورهای خارجی جهت تحصیل تصویب کرد. آنچه که توجه و اهتمام مضاعف به این مسئله را تأیید می‌کند، اینکه مجلس آذربایجان به منظور انتخاب جوانان واجد شرایط اعزام به خارج، کمیسیون مسابقه ویژه پنج نفره (مهدی بیگ حاجینسکی، احمد بیگ پِپین اف، قارا بیگ قارابیگ اف، عبدالله بیگ افندی زاده) به ریاست محمد امین رسول زاده تشکیل داد. طبق نظر کمیسیون، جهت تحصیلات عالیه ۴۵ نفر به دانشگاه‌های فرانسه، ۲۳ نفر به ایتالیا، ۱۰ نفر به انگلیس و ۹ نفر به ترکیه اعزام گردیدند. ۱۳ نفر انتخاب شده جهت تحصیل در روسیه، به دلیل آغاز جنگ داخلی در آن کشور موفق به اعزام نشدند.

## مجلس و سیاست‌های خارجی
مجلس و دولت جمهوری خلق آذربایجان برای رفع خطر مداخله خارجی در کشور، همچنین تلاش قابل توجهی جهت شناخته شدن آذربایجان در جامعه بین‌الملل به کار می‌برد، در این راستا، مجلس جمهوریت به تاریخ ۲۸ دسامبر ۱۹۱۸ تصمیم به اعزام هیئت ویژه به سرپرستی علی مردان بیگ توپچوباش اف رئیس مجلس به کنفرانس صلح پاریس گرفت. با وجود اینکه علی مردان بیگ توپچوباش اف سیاستمدار برجسته دوران جمهوریت با رفع مشکلات سخت موفق به شناخته شدن جمهوری خلق آذربایجان از سوی برخی دول بزرگ گردید، با اشغال آذربایجان شمالی از طرف ارتش سرخ یازدهم، فعالیت آن در این زمینه ناکام ماند.
یکی دیگر از مسایلی که بخش مهمی از فعالیت مجلس و دولت جمهوری آذربایجان را همواره بخود جذب می‌کند، روابط با همسایگان نزدیک و مسایل مرزی بوده است. با وجود بهبود روابط با گرجستان پس از فعالیت‌های بی‌وقفه، به علت ادعای ارضی بزرگ دولت ارمنستان، عادی‌سازی مناسبات آذربایجان و ارمنستان امکانپذیر نشد.
در دوران جمهوری خلق آذربایجان با قاجاریان در ایران نیز قراردادهایی منعقد ساخته و این اسناد و مدارک در مجلس مورد تصویب قرار گرفت.
در دوران جمهوریت، سنت‌های مجلسی در آذربایجان به تدریج تقویت و توسعه می‌یابد و فرهنگ مجلسی مدرن شکل می‌گرفت.

## تصویب قوانین
بیش از ۲۷۰ پیش‌نویس قانون از طرف مجلس مورد مذاکره قرار گرفت و از بین آن‌ها حدود ۳۰ پیش‌نویس به تصویب رسید. این قوانین در شرایط تبادل نظر شدید و کاری بررسی می‌گردید و آن هم تنها پس از قرائت سوم مورد تصویب قرار می‌گرفت.
در تدوین، بررسی و تصویب قوانین مجلسی، نمایندگان مجلس عضو ۱۱ فراکسیون و گروه شرکت می‌کردند.
۱۱ کمیسیون در مجلس فعالیت می‌کرد: کمیسیون امور پیشنهادهای ملی و قانون، بودجه، کمیسیون مرکزی برای برگزاری انتخابات مجلس مؤسسان، کمیسیون نظامی، کشاورزی، تحقیق و تفحص، کمیسیون‌های امور استعلام، اقتصاد، مسایل نظارت بر استفاده از نیروهای کاروتولید.
فعالیت مجلس برپایه اساسنامه ویژه- "دستورالعمل مجلس آذربایجان" اداره می‌شد.
محمد امین رسول زاده فعالیت مجلس جمهوری خلق آذربایجان را چنین ارزیابی می‌کرد:
"مجلس ملی ضمن نمایندگی از طرف کل قشرها و اقوام جامعه، کاملاً حاکم بر سرنوشت دولت بود. بدون آن، هیچ کار و هزینه‌ای قابل تحقق نبوده و هیچ جنگی شروع نمی‌شد و هیچ مصالحه‌ای امضا نمی‌شد. دولت درصورت کسب اعتماد مجلس باقی می‌ماند و درصورت فقدان اعتماد آن، موجودیت خود را از دست می‌داد. در میان آن دو هیچگونه واسطه و وظیفه‌ای حاکم نبود. حاکمیت مجلسی مطلق بود.

## پایان فعالیت مجلس
شب ۲۶ تا ۲۷ آوریل ۱۹۲۰ واحدهای لشکر یازدهم ارتش اشغالگر سرخ بدون اعلام قبلی وارد مرزهای دولت آذربایجان شد و به باکو حمله کرد. باکو در عین حال از دریا نیز محاصره شد. از بامداد ۲۷ آوریل نیروهای مسلح کمونیست اماکن و ادارات مهم را هم در داخل و هم خارج از شهر به تصرف درآوردند.
در واقع، در شرایط سقوط جمهوری خلق آذربایجان کمیته مرکزی حزب کمونیست (بولشویکها) آذربایجان، کمیته حومه قفقاز حزب کمونیست (بولشویک‌ها) روسیه دفتر باکو و کنفرانس مرکزی کارگران به عنوان هیئت کمونیست‌ها با دیکته اشغالگران درمورد تحویل حکومت به مجلس آذربایجان اولتیماتوم داد.
بدین منظور، در تاریخ ۳۰ مارس پس از استعفای نصیب بیگ یوسف بیگلی، کمیسیون ویژه‌ای (به عضویت محمد امین رسولزاده، قارا قارابیگ اف، آ. سفی کردسکی، آ. قارداش اف، س.آ. آقامالی اوغلو) به ریاست محمد حسن حاجینسکی که تشکیل دولت جدید (دولت ششم) به وی واگذار شده بود، تشکیل گردید. محمد حسن حاجینسکی ضمن برقراری ارتباط نزدیک با بولشویک‌های آذربایجان، با کمونیست‌ها وارد مذاکرات شد. اولتیماتومهای اعلام شده و نتایج مذاکرات این کمیسیون به ریاست محمد یوسف جعفراف در آخرین (۱۴۵ دوره) جلسه مجلس مورد مذاکره قرار گرفت. این جلسه شامگاه ۲۷ آوریل و ساعت ۲۰:۴۵ شروع و تا ساعت ۲۳:۴۵ ادامه یافت. با پیشنهاد محمد امین رسولزاده حین مذاکرات درب مجلس به روی مردم باز شد. رسول زاده در سخنان چنین گفت:
عالی جنابان! تصمیم تاریخی را نباید بدون اطلاع ملت صادر کنیم. درب مجلس را باز کنیم تا هر کسی وضعیت خطرناک موجود و نحوه تصمیم‌گیری ما را بداند؛ بنابراین پیشنهاد می‌کنم تا درب مجلس را به روی ملت نبندیم و بدون اطلاع مردم اتخاذ تصمیم ننمائیم.
م.ح. حاجینسکی ضمن گزارش درمورد اولتیماتوم اظهار داشت، امشب قدرت باید تحویل کمونیست‌ها گردد؛ کمیته مرکزی حزب کمونیست (بولشیوک) آذربایجان اعلام می‌دارد که درغیر اینصورت برای انتقال قدرت به ارتش سرخ از هیچ اقدامی دریغ نخواهد کرد. کمونیست‌ها در عین حال هشدار می‌دهند که چنانچه ما امشب قدرت را به آنان تحویل ندهیم، احزاب سیاسی حاضر در مجلس، از جمله حزب «مساوات» منحل خواهند گردید؛ م.ح. حاجینسکی همچنین گفت، کمونیست‌ها ضمن خودداری از بررسی پیشنهادهای ما هشدار دادند که در صورت عدم تحویل داوطلبانه قدرت، تمام مسئولیت بابت پیامدهای آن بر عهده اعضای مجلس خواهد بود. م.ح. حاجینسکی در پایان سخنانش اعضای مجلس را در شرایط حاضر به اتخاذ تنها تصمیم درست «برای نجات مردم» فراخواند؛ ولی آقایان صمد آقا آقامالی اوغلو، قارابیگ قارابیگ اف، اصلان بیگ صفی کردسکی، محمد امین رسول زاده و سلطان مجید غنی‌زاده با پیشنهاد تحویل بدون هیچ قید و شرط قدرت به کمونیست‌ها مخالفت کردند. با این حال، آن‌ها بخاطر جلوگیری از خونریزی، با انتقال قدرت به کمونیست‌ها فقط با شروط خاص و قبل از هر چیزی، به شرط حفظ استقلال میهن، موافقت کردند. در نتیجه، مجلس با اکثریت آراء تصمیم به تحویل قدرت به کمونیست‌ها با شروط ذیل گرفت:
1. حفظ استقلال کامل آذربایجان با اداره آن از سوی حکومت شوروی
2. فعالیت موقت حکومت تشکیل شده از سوی فرقه کمونیست آذربایجان
3. تعیین نوع اداره آذربایجان توسط قوه مقننه عالی آذربایجان به نمایندگی از شوراهای نمایندگان مجلس، کارگران، روستائیان و سربازان که وابسته به هیچگونه فشارهای خارجی نمی‌باشند؛
4. ابقاء تمام کارکنان ادارات رسمی و تنها تغییر مسئولان؛
5. تضمین مصونیت زندگی و اموال اعضای مجلس و دولت دموکراتیک آذربایجان از سوی حکومت کمونیست موقت جدید؛
6. انجام تدابیر لازم جهت پیشگیری از ورود ارتش سرخ به باکو با جنگ؛
7. حکومت جدید با استفاده از تمام توان در برابر همه نیروهای خارجی که هدف آنان تضعیف استقلال آذربایجان می‌باشد، بدون توجه به محل حمله آنان اقدامات قاطع انجام می‌دهد؛[۹]

به این ترتیب، مجلس جمهوری خلق آذربایجان در این جلسه‌ای که در شرایط محاصره برگزار شد، نیز بر سنت‌های دموکراتیک و آرمان‌های استقلال خود پایبند ماند. لیکن اشغالگران تصمیم مجلس جمهوری خلق آذربایجان مبنی بر انتقال قدرت به کمونیستها بدون خون‌ریزی و به‌طور مسالمت‌آمیز را نادیده گرفتند. هرچند بر اثر دخالت نظامی روسیه شوروی که مخل موازین حقوق بین‌المللی بود و نیز در نتیجه عملیات نبرد خونین لشکر یازدهم ارتش سرخ آذربایجان شمالی بار دیگر از طرف روسیه اشغال گردید، ولی جمهوری خلق آذربایجان در تاریخ نهضت آزادی اثر عمیقی بر جای گذاشت.
علیرغم موجودیت ۲۳ ماهه، جمهوری خلق آذربایجان ثابت کرد حتی رژیم‌های وحشیانه استعماری و سرکوبگر قادر به از بین بردن آرمان‌های آزادی مردم آذربایجان و سنت‌های استقلال ملی نیستند. جمهوری خلق آذربایجان به عنوان نخستین جمهوری مجلسی در تاریخ ملت آذربایجان در عین حال، اولین الگوی دولت دموکراتیک، قانونمدار و سکولار در کل شرق، از جمله جهان ترک و اسلام بود. جمهوری خلق آذربایجان به لحاظ نظام سیاسی خود و اقدامات سازماندهی نظام دموکراتیک و همچنین اهداف و وظایف در پیش روی نیز از کشورهای دموکراتیک سنتی اروپا عقب نمی‌ماند.

## انتخابات
در گزارش‌های مختصر مجلس جمهوری آذربایجان آمده است، انتخابات محرمانه برگزار خواهد شد و قرار بود از بین مسلمانان علاوه بر ۴۴ عضو شورای ملی، ۳۶ نفر دیگر در مجلس مبعوثان، یعنی در مجلس انتخاب شوند.
نسبت تعداد اعضای جدید به شرح زیر بود:
- باکو- ۵
- شهرستان گویچای، استان باکو- ۲ (یکی شهر، دیگری شهرستان)
- شهرستان جواد، استان باکو- ۲ (یکی شهر، دیگری شهرستان)
- شهرستان قوبا، استان باکو- ۳ (یکی شهر، دو منطقه دیگر شهرستان)
- شهرستان لنکران، استان باکو- ۲ (یکی شهر، دیگری شهرستان)
- شهرستان شاماخی، استان باکو- ۲
- گنجه- ۳ (یکی شهر، دو منطقه دیگر شهرستان)
- شهرستان اَرَش، استان یِلیزاوِتپول (نام گنجه در سال‌های ۱۸۰۴ تا ۱۹۱۸ است)- ۲ (یکی شهر، دیگری شهرستان) -
- شهرستان جوانشیر، استان یِلیزاوِتپول- ۱
- شهرستان زَنگزور، استان یِلیزاوِتپول- ۲
- شهرستان قازاخ، استان یِلیزاوِتپول- ۱
- شهرستان جبرائیل، استان یِلیزاوِتپول- ۱
- شهرستان نوخا، استان یِلیزاوِتپول- ۲ (یکی شهر، دیگری شهرستان)
- شهرستان شوشی، استان یِلیزاوِتپول- ۲ (یکی شهر، دیگری شهرستان)
- شهرستان زاگاتالا- ۲ (یکی شهر، دیگری منطقه)
- بخش آذربایجان از استان ایروان - ۳
- بخش آذربایجان از استان تفلیس – ۱

1. از بین اقوام اقلیت، از طرف مردم ارمنی- ۲۱ عضو: ۸ نفر از کمیته جامعه ارامنه گنجه، ۸ نفر از کمیته مردم ارمنی شوشی و ۵ نفر از کمیته مردم ارمنی باکو؛
2. از بین اهالی روس، از شورای ملی روس باکو- ۱۰ نفر؛
3. از سازمان ملی مردم آلمان- یک نفر؛
4. از شورای ملی یهودی- یک نفر؛
5. از کمیته گرجی- یک نفر؛
6. از کمیته لهستانی- یک نفر؛
7. از شورای انجمن صنفی باکو- ۳ نفر؛
8. از انجمن‌های کنگره و صنایع و تجارت شورای باکو به‌طور مشترک- ۲ نفر. [۱۴]

دولت‌های جمهوری خلق آذربایجان
کابینه دولت اول: ۲۸/۰۵/۱۹۱۸ الی ۱۷/۰۶/۱۹۱۸.
1. رئیس هیئت وزیران و وزیر کشور- فتحعلی خان خویسکی (بیطرف)
2. وزیر دفاع- خسرو پاشا بیگ سلطان اف (مساوات)
3. وزیر امورخارجه- محمد حسن حاجینسکی (مساوات)
4. وزیر دارایی و آموزش ملی- نصیب بیگ یوسف بیگلی (مساوات)
5. وزیر دادگستری- خلیل بیگ خاص محمداف (مساوات)
6. وزیر بازرگانی و صنعت- محمد یوسف جعفراف (بیطرف، سپس- مساوات)
7. وزیر کشاورزی و کار- اکبر آقا شیخ الاسلام اف (همت)
8. وزیر راه، پست و تلگراف- خداداد بیگ ملک- اصلان اف (بیطرف)
9. بازرس دولتی- جامو بیگ حاجینسکی (سوسیالیست)

کابینه دولت دوم: ۱۷/۰۶/۱۹۱۸ تا ۰۷/۱۲/۱۹۱۸
1. رئیس هیئت وزیران و وزیر دادگستری- فتحعلی خان خویسکی (بیطرف)
2. وزیر امورخارجه- محمد حسن حاجینسکی (مساوات)
3. وزیر آموزش ملی و اعتقادات دینی- نصیب بیگ یوسف بیگلی (مساوات)
4. وزیر کشور- بهبود خان جوانشیر (بیطرف)
5. وزیر کشاورزی- خسرو پاشا بیگ سلطان اف (مساوات)
6. وزیر راه- خلیل بیگ خاص محمداف (بیطرف)
7. وزیر راه- خداداد بیگ ملک اصلان اف (بیطرف)
8. وزیر بازرگانی و صنعت و مواد غذایی- آقا آشوراف (بیطرف)
9. وزیر دارایی- عبدالعلی بیگ امیرجان اف (بیطرف)
10. وزیر فاقد مقام- علیمردان بیگ توپچوباش اف (بیطرف)
11. وزیر فاقد مقام- موسی بیگ رفیع اف (مساوت)
12. وزیر فاقد مقام- خلیل بیگ خاص محمداف (مساوت)

پس از تغییرات مورخ ۰۶/۱۰/۱۹۱۸ در داخل کابینه دولت
1. رئیس هیئت وزیران - فتحعلی خان خویسکی (بیطرف)
2. وزیر بازرگانی و صنعت و کشور- بهبود خان جوانشیر (بیطرف)
3. وزیر امورخارجه- علیمردان بیگ توپچوباش اف (بیطرف)
4. وزیر دارایی- محمدحسن حاجینسکی (مساوات)
5. وزیر آموزش ملی- نصیب بیگ یوسف بیگلی (مساوات)
6. وزیر راه- خلیل بیگ خاص محمداف (بیطرف)
7. وزیر کشاورزی- خسرو پاشا بیگ سلطان اف (مساوات)
8. وزیر بهداشت ملی- خداداد بیگ رفیع بیگلی- (بیطرف)
9. وزیر پست و تلگراف- آقا آشوراف (بیطرف)
10. وزیر تأمین اجتماعی و اعتقاد دینی- موسی بیگ رفیع اف (مساوات)
11. کمیسر امور نظامی – اسماعیل خان زیادخان اف (بیطرف)
12. بازرس دولتی- عبدالعلی بیگ امیرجان اف (بیطرف)

کابینه دولت سوم: ۲۶/۱۲/۱۹۱۸ الی ۱۴/۰۳/۱۹۱۹
1. رئیس هیئت وزیران و وزیر امور خارجه - فتحعلی خان خویسکی (بیطرف)
2. وزیر کشور- خلیل بیگ خاص محمداف (مساوات)
3. وزیر دارایی- ی. پروتاس اف (از جامعه اسلاوی- روس)
4. وزیر راه- خداد بیگ ملک- اصلان اف (بیطرف)
5. وزیر دادگستری- ت. ماکینسکی (؟)
6. وزیر آموزش و اعتقاد دینی- نصیب بیگ یوسف بیگلی (مساوات)
7. وزیر پست و تلگراف و کار- اصلان بیگ شکی کردسکی (سوسیالیست)
8. وزیر دفاع- صمد بیگ مهمانداراف (بیطرف)
9. وزیر تأمین اجتماعی- رستم خان خویسکی (بیطرف)
10. وزیر بهداشت ملی- ی. گیندس (جامعه اسلاوی-روس)
11. وزیر بازرگانی و صنعت – میرزا اسدالله اف (بیطرف)
12. بازرس دولتی- محمدحسن حاجینسکی (۱۶/۰۱/۱۹۱۹)
13. وزیر مواد غذایی- کونستانتین لیزگار (جامعه اسلاوی-روس)
14. وزیر کشاورزی- خسرو بیگ سلطان اف (مساوات)

کابینه دولت چهارم: ۱۴/۰۳/۱۹۱۹ الی ۲۲/۱۲/۱۹۱۹
1. رئیس هیئت وزیران و وزیر کشور - نصیب بیگ یوسف بیگلی (بیطرف)
2. وزیر دارایی- علی آقا حسن اف (بیطرف)
3. وزیر بازرگانی و صنعت – آقا امین اف (بیطرف)
4. وزیر امورخارجه- محمدیوسف جعفراف (مساوات)
5. وزیر راه- خداداد بیگ ملک- اصلان اف (بیطرف)
6. وزیر پست و تلگراف- جامو بیگ حاجینسکی (سوسیالیست)
7. وزیر جنگ- صمد بیگ مهمانداراف (بیطرف)
8. وزیر تأمین اجتماعی- ویکتور کلینِوسکی (از جامعه اسلاوی- روس)
9. وزیر بهداشت - آبرام داستاکوف (داشناکستون).
10. وزیر آموزش و اعتقاد دینی- رشید خان قاپلان اف (احرار)
11. وزیر کشاورزی- اصلان بیگ قارداش اف (احرار)
12. وزیر فاقد مقام- خورِن آماسپور (داشناکستون)
13. بازرس دولتی- نریمان بیگ نریمان بیگلی (مساوات)
14. وزیر دادگستری و کار- اصلان بیگ سفیکردسکی (سوسیالیست)
15. بعدها وزیر کشور- خلیل بیگ خاص محمداف (مساوات)

کابینه دولت پنجم: ۲۱/۱۲/۱۹۱۹ الی ۰۱/۰۴/۱۹۲۰
1. رئیس هیئت وزیران- نصیب بیگ یوسف بیگلی (مساوات)
2. وزیر امورخارجه- فتحعلی خان خویسکی (بیطرف)
3. وزیر دفاع- صمد بیگ مهمانداراف (بیطرف)
4. وزیر کشور- محمدحسن حاجینسکی / پس از تاریخ ۱۸/۰۹/۱۹۲۰ مصطفی بیگ وکیل اف (مساوات - مصطفی بیگ وکیل اف - ابتدا عضو حزب مساوات سپس حزب کمونیست)
5. وزیر دادگستری- خلیل بیگ خاص محمداف (مساوات)
6. وزیر دارایی- رشید خان قاپلان اف (احرار)
7. وزیر آموزش و اعتقاد دینی- حمید بیگ شاه تاختینسکی (بعد از تاریخ ۰۵/۰۳/۱۹۲۰ نورمحمد بیگ شاه سواراف، هر دو - اتحاد).
8. وزیر کار و اشتغال - احمد بیگ پِپین اف (سوسیالیست)
9. وزیر راه، در عین حال وزیر موقت بازرگانی، صنعت و مواد غذایی- خداداد بیگ ملک- اصلان اف (پس از تاریخ ۱۸/۰۲/۱۹۲۰ وزیر بازرگانی، صنعت و مواد غذایی- محمدحسن حاجینسکی)
10. وزیر پست و تلگراف- جامو بیگ حاجینسکی (سوسیالیست)
11. وزیر تأمین اجتماعی و بهداشت - موسی بیگ رفیع اف (مساوات)
12. بازرس دولتی- هیبت قلی محمدبیگلی (اتحاد)

## اعضای مجلس جمهوری خلق آذربایجان

### فراکسیون‌های مجلس جمهوری خلق آذربایجان و اعضای فراکسیون
۱. مساوات و فراکسیون بیطرفان
1. محمد امین رسول زاده
2. حسن بیگ آقایف
3. نصیب بیگ یوسف بیگلی
4. خلیل بیگ خاص محمداف
5. محمدحسن حاجینسکی
6. عباس قلی کاظم‌زاده
7. موسی بیگ رفیع اف
8. جواد بیگ ملک یگان اف
9. مهدی بیگ حاجینسکی
10. مهدی بیگ حاجی بابایف
11. رحیم بیگ وکیل اف
12. شفیع بیگ رستم بیگلی
13. حاجی سلیم آخوندزاده
14. مصطفی محموداف
15. آصف بیگ شیخعلی بیگ اف
16. ابوذر بیگ رضایف
17. احمد حمدی قارا آقازاده
18. آقا امین اف
19. نریمان بیگ نریمان بیگلی
20. میرزا صادق آخوندزاده
21. موسیب بیگ اخیجانوف
22. مصطفی آقا وکیل اف
23. محمدباقر شیخ زمانلی
24. محمدعلی رسول زاده
25. مرتضی آخونداف
26. رضا بیگ آخونداف
27. محمدرضا آقا وکیل اف
28. جلیل بیگ سلطان اف
29. اشرف بیگ تقی اف
30. محمد یوسف جعفراف
31. میرزا اسدالله اف
32. یوسف احمدزاده
33. باخیش بیگ رستم بیگ اف
34. فتحعلی خان خویسکی
35. آقا بیگ سفرعلی اف
36. اسدالله احمداف
37. باخیش بیگ رستم بیگ اف
38. فتحعلی خان خویسکی
39. آقا بیگ صفرعلی اف
40. اسدالله احمداف
41. آقا آشوراف
42. غلام حسین بیگ کاظم بیگ اف

۲. فراکسیون اتحاد
1. قارابیگ قارابیگ اف
2. میریعقوب مهدی اف
3. قاضی احمد بیگ محمداف
4. جمیل لنبرانسکی
5. بهرام بیگ وزیراف
6. سلطان مجید غنی‌زاده
7. حمدالله افندی افندی زاده
8. زینال بیگ وزیراف
9. هیبت قلی محمدبیگلی
10. علی بیگ زیزیکسکی
11. قارا بیگ علی وِردیلر
12. اسد بیگ امیراف
13. اسکندر بیگ آخونداف

۳. فراکسیون احرار
1. اصلان بیگ قارداش اف
2. حاج ملّا احمد نوری زاده
3. مختار افندی افندی زاده
4. غریب کریم اوغلو
5. بایرام نیازی کیچیک خانلی

۴. فراکسیون سوسیالیست‌ها
1. صمد آقا آقامالی اوغلو
2. علی حیدر قارایف
3. قاسم بیگ جمال بیگ اف
4. حاج کریم سانیلی
5. احمد بیگ پپین اف
6. جامو بیگ حاجینسکی
7. رضا بیگ قاراشارلی
8. اصلان بیگ سفیکردسکی
9. ابراهیم ابیل اف
10. باقر رضایف
11. ولادیسلاو باکرادزه
12. اکبر آقا شیخ الاسلام اف
13. ابراهیم اسماعیل‌زاده

۵. جناح بیطرف
1. بهرام بیگ آخونداف
2. بهبود خان جوانشیر
3. عبدالعلی بیگ امیرجان اف

۶- جناح مستقل
1. علیمردان بیگ توپچوباش اف
2. صمد بیگ مهماندار اف
3. خداداد بیگ ملک اصلان اف
4. بابا بیگ قبول زاده

۷. چپگرایان مستقل
1. عبدالله بیگ افندی زاده

۸. فراکسیون اتحاد اسلاوی- روس
1. ویکتور کلانِوسکی
2. باسیلی کراوچنکو
3. سرگی رمیزاف
4. فیودور کوتیلِوسکی
5. وکلادیمیر اولونگرن

۹. فراکسیون اقلیت‌های ملی
1. لورنس کون
2. مویئسی گوخمان
3. استانیسلاو وونسوویچ
4. واسیل کوژیم

۱۰. فراکسیون ارمنی
1. آرشاک پارونیان
2. یِروان تقیونوسوف
3. اسحاق خوجایف
4. استفان تقیونوسوف
5. گئورگی شاه نظراف

۱۱. فراکسیون داشناکسوتیون
1. آرشاک مالخازیان
2. خورن آماسپور
3. پوقوس جوبارلی
4. آبگار پاپیان
5. آلکساندر تر-آذریان
6. بوقدان بالایانس

## دبیرخانه مجلس
- محمد آقا وکیل اف- مسئول دبیرخانه
- شفیقه افندی زاده- دستیار
- حسین بیگ میرزا جمال اف- مسئول دفتر قانونگذاری
- عباسعلی بیگ حاجی زاده- مسئول دفتر اداری
- محمدسعید آخونداف- دبیر ویژه مسئول
- حبیب بابازاده- کارمند
- جمال پاشازاده- کارمند
- غضنفر سلطان اف- کارمند
- جمال الدین محمدزاده- کارمند
- زین العابدین گوزل زاده- کارمند
- جیران شیرین زاده- کارمند
- استانیسلاو وونسویچ- کارمند
- حسن مصطفی زاده- کارمند
- آقالار اسکندراف- کارمند
- میراسدالله سیدمحمداف- حسابدار
- عباسعلی اسگرزاده- دستیار حسابدار
- علی عباس محمداف- دستیار حسابدار
- ربابه یعقوب زاده- مسئول ثبت
- میربدرالدین سیدزاده- مسئول ثبت
- رضا بیگ سلطان اف- پزشک مجلس
- س. پاشازاده- کارمند دبیرخانه
- ف. مصطفی زاده- کارمند اداری
- عزت حسین اف- کارمند اداری
- گ. زینال زاده- کارمند اداری
- آ. شیخ زمان اف- کارمند اداری
- علیرضا آتایف- ویراستار زبان روسی
- حسین صادق اف- ویراستار زبان ترکی